# Isoetes pringlei
Isoetes pringlei là một loài dương xỉ trong họ Isoetaceae. Loài này được Underw. mô tả khoa học đầu tiên năm 1890.